# Diocesi di Erfurt
La diocesi di Erfurt (in latino Dioecesis Erfordiensis) è una sede della Chiesa cattolica in Germania suffraganea dell'arcidiocesi di Paderborn. Nel 2023 contava 148.700 battezzati su 2.173.700 abitanti. È retta dal vescovo Ulrich Neymeyr.

## Territorio
La diocesi si estende nella Germania centrale e comprende la maggior parte dello stato federato della Turingia, ad eccezione di alcune parti dei circondari di Smalcalda-Meiningen e di Wartburg che appartengono alla diocesi di Fulda; del circondario dell'Altenburger Land, della città extracircondariale di Gera e di parti dei circondari di Greiz, di Saale-Holzland, di Saale-Orla, di Weimarer Land e di Saalfeld-Rudolstadt che fanno parte della diocesi di Dresda-Meißen.
Sede vescovile è la città di Erfurt, dove si trova la cattedrale di Santa Maria.
Il territorio si estende su 13.100 km² ed è suddiviso in 45 parrocchie, raggruppate in 7 decanati: Dingelstädt, Erfurt, Heiligenstadt, Leinefelde-Worbis, Meiningen, Nordhausen e Weimar.

## Storia
Erfurt fu sede nell'Alto Medioevo di una diocesi, fondata nel 741 da san Bonifacio e confermata da papa Zaccaria il 1º aprile 743. Incerto è il nome del primo e unico vescovo di questa diocesi: la tradizione medievale ha trasmesso il nome di sant'Adelario, che subì il martirio e fu sepolto nella cattedrale di Erfurt assieme a Eobano di Utrecht. Altri autori ritengono che il primo vescovo sia stato Villibaldo, che in seguito fu trasferito alla sede di Eichstätt. Altri assegnano invece alla prima diocesi di Erfurt il vescovo Dadano, presente al concilio tedesco del 21 aprile 742. Nel 755 la diocesi fu soppressa e il territorio fu aggregato a quello dell'arcidiocesi di Magonza.
Erfurt si trovava a una distanza considerevole da Magonza, oltre 200 chilometri. Per questo motivo ottenne un'autonomia che assomigliava molto a una diocesi de facto, soprattutto quando furono istituiti dei vescovi ausiliari per la Turingia, con facoltà di celebrare i pontificalia su tutto il territorio e con sede a Erfurt. Dal 1196 al 1807 sono noti i nomi di 12 vescovi missionari che esercitavano le funzioni di vescovi ausiliari e di 38 vescovi ausiliari propriamente detti.
All'inizio dell'Ottocento cessarono i diritti degli arcivescovi di Magonza sulla Turingia, il cui territorio, assieme a Erfurt, entrò a far parte, in forza della bolla De salute animarum del 16 luglio 1821, del territorio della diocesi di Paderborn. Con la bolla Pastoralis officii nostri di papa Pio XI del 13 agosto 1930, Erfurt divenne parte della diocesi di Fulda.
Dopo la seconda guerra mondiale porzioni delle diocesi di Fulda e di Würzburg si trovarono nella zona di occupazione sovietica e poi nella Repubblica Democratica Tedesca e fu sempre più difficile per i vescovi il governo di quei settori delle loro diocesi. I vescovi di Fulda eressero allora a Erfurt un vicariato generale (Bischöflich-fuldaische Generalvikariat), mentre quelli di Würzburg istituirono a Meiningen un commissariato episcopale (Bischöfliches Kommissariat).
Nel 1973 la Santa Sede unì i due territori nel Bischöflichen Amt Erfurt-Meiningen (amministrazione apostolica di Erfurt-Meiningen), affidando la sua gestione pastorale a un amministratore apostolico con carattere vescovile, sospendendo di fatto la giurisdizione dei vescovi di Fulda e Würzburg. Furono amministratori apostolici Hugo Aufderbeck, vescovo titolare di Arca di Fenicia (1973-1981), e Joachim Wanke, vescovo titolare di Castello di Mauritania (1981-1994).
Con la caduta del muro di Berlino e la riunificazione della Germania, la Santa Sede riorganizzò i territori diocesani tedeschi. In seguito all'accordo diplomatico con la Turingia del 14 giugno 1994, fu eretta la diocesi di Erfurt, canonicamente istituita con la bolla Quo aptius di papa Giovanni Paolo II del 27 giugno successivo; la nuova diocesi è entrata a far parte della provincia ecclesiastica dell'arcidiocesi di Paderborn.
La diocesi comprendeva il Bischöflichen Amt Erfurt-Meiningen ad eccezione di alcuni municipi ceduti alle diocesi di Fulda e di Dresda-Meißen e all'erigenda diocesi di Magdeburgo; contestualmente il territorio fu ingrandito con municipi sottratti al Bischöfliches Amt Magdeburg (diocesi di Magdeburgo) e alle diocesi di Hildesheim, Fulda e Dresda-Meißen.
In base all'accordo diplomatico con la Turingia, il diritto di elezione dei vescovi spetta al capitolo della cattedrale su un elenco di tre nomi proposto dalla Santa Sede, in conformità all'articolo 6 del concordato con la Prussia del 1929.
Il 21 settembre 1994 con il breve apostolico Fideles ecclesialis di papa Giovanni Paolo II, sono stati dichiarati patroni della diocesi di Erfurt santa Elisabetta di Turingia, patrona principale, e i santi Bonifacio e Chiliano, patroni secondari.
La diocesi è stata visitata da papa Benedetto XVI il 24 settembre 2011.

## Cronotassi dei vescovi
Si omettono i periodi di sede vacante non superiori ai 2 anni o non storicamente accertati.
- Hugo Aufderbeck † (23 luglio 1973 - 17 gennaio 1981 deceduto)
- Joachim Wanke (17 gennaio 1981 succeduto - 1º ottobre 2012 dimesso)
- Ulrich Neymeyr, dal 19 settembre 2014

## Statistiche
La diocesi nel 2023 su una popolazione di 2.173.700 persone contava 148.700 battezzati, corrispondenti al 6,8% del totale.
| anno | popolazione | popolazione | popolazione | presbiteri | presbiteri | presbiteri | presbiteri                | diaconi | religiosi | religiosi | parrocchie |
| anno | battezzati  | totale      | %           | numero     | secolari   | regolari   | battezzati per presbitero | diaconi | uomini    | donne     | parrocchie |
| ---- | ----------- | ----------- | ----------- | ---------- | ---------- | ---------- | ------------------------- | ------- | --------- | --------- | ---------- |
| 1980 | 358.000     | 2.383.000   | 15,0        | 315        | 284        | 31         | 1.136                     | 5       | 41        | 560       | 188        |
| 1990 | 233.237     | 2.440.000   | 9,6         | 258        | 228        | 30         | 904                       | 12      | 37        | 367       | 166        |
| 1999 | 187.251     | 2.047.474   | 9,1         | 220        | 189        | 31         | 851                       | 18      | 35        | 312       | 178        |
| 2000 | 183.710     | 2.019.191   | 9,1         | 219        | 187        | 32         | 838                       | 18      | 37        | 309       | 178        |
| 2001 | 178.387     | 2.000.000   | 8,9         | 219        | 190        | 29         | 814                       | 18      | 35        | 306       | 178        |
| 2002 | 174.845     | 2.000.000   | 8,7         | 219        | 192        | 27         | 798                       | 18      | 33        | 297       | 178        |
| 2003 | 171.723     | 2.300.000   | 7,5         | 219        | 194        | 25         | 784                       | 18      | 30        | 293       | 178        |
| 2004 | 168.589     | 2.300.000   | 7,3         | 218        | 194        | 24         | 773                       | 18      | 29        | 288       | 178        |
| 2006 | 163.938     | 2.300.000   | 7,1         | 203        | 184        | 19         | 807                       | 18      | 24        | 250       | 178        |
| 2013 | 152.282     | 2.188.589   | 7,0         | 190        | 174        | 16         | 801                       | 19      | 21        | 219       | 135        |
| 2016 | 150.576     | 2.154.816   | 7,0         | 176        | 159        | 17         | 855                       | 19      | 22        | 208       | 63         |
| 2019 | 146.708     | 2.143.100   | 6,8         | 172        | 154        | 18         | 852                       | 20      | 23        | 196       | 63         |
| 2021 | 147.320     | 2.152.230   | 6,8         | 170        | 152        | 18         | 866                       | 22      | 23        | 181       | 45         |
| 2023 | 148.700     | 2.173.700   | 6,8         | 173        | 154        | 19         | 859                       | 24      | 22        | 117       | 45         |